# Club Ñañas Fútbol Club
Clube futebol feminino Ñañas é uma equipa de futebol feminino equatoriano da cidade de Quito, no Equador. O Clube Ñañas tem sido vice da Série A Feminina de Equador no ano 2017-18, e vice da Superliga Equatoriana de Futebol Feminino nos anos 2019, 2020 e 2021.
A equipa participou na Copa Libertadores Feminina 2019.